# Celle di San Vito
Celle di San Vito es una localidad y comune italiana de la provincia de Foggia, región de Apulia, con 190 habitantes.

## Evolución demográfica
| Gráfica de evolución demográfica de Celle di San Vito entre 1861 y 2001 |
|                                                                         |
| Fuente ISTAT - elaboración gráfica de Wikipedia                         |